# Lista chorążych reprezentacji Słowacji na igrzyskach olimpijskich

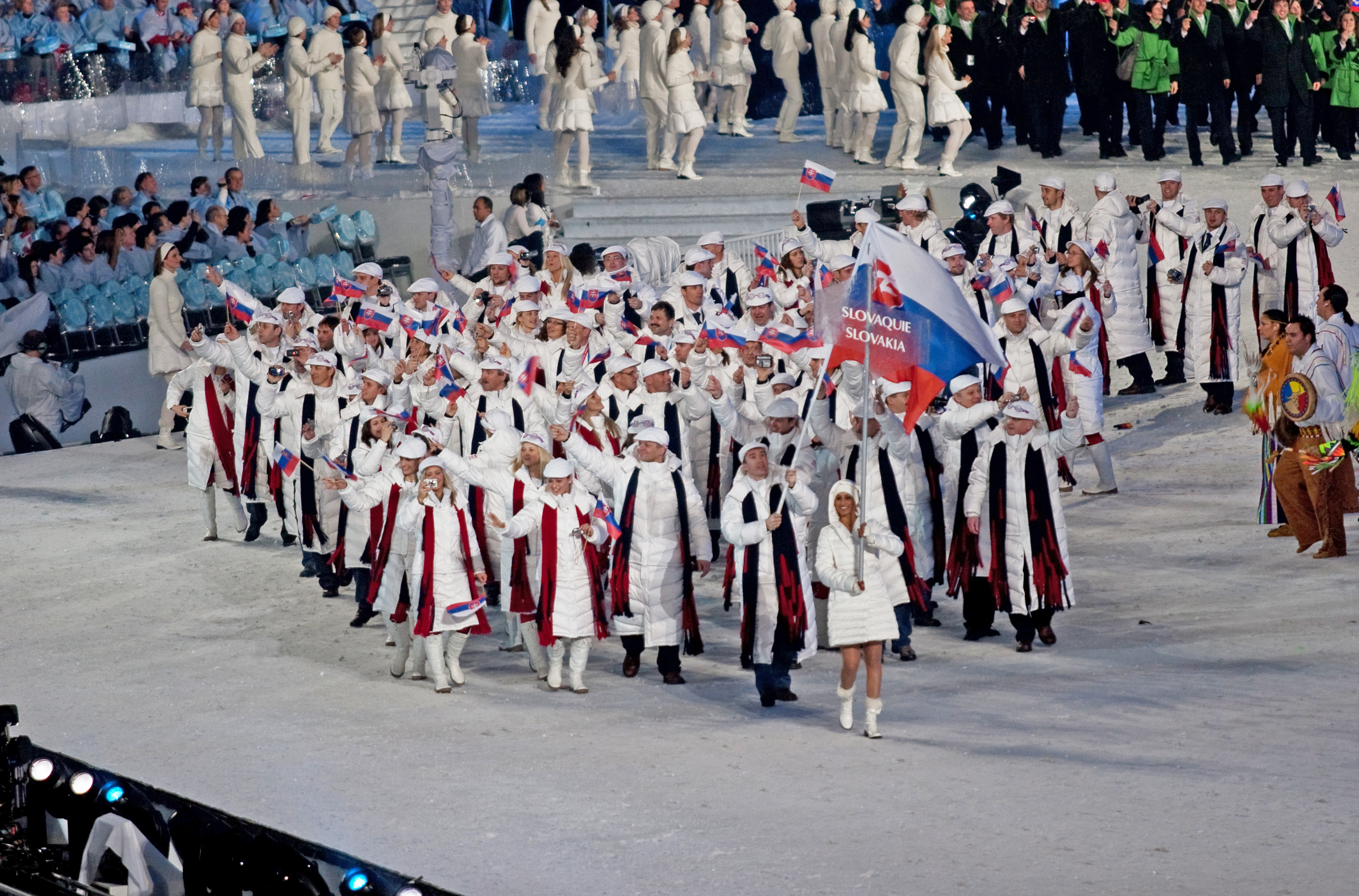
Žigmund Pálffy na czele reprezentacji Słowacji podczas ceremonii otwarcia Zimowych Igrzysk Olimpijskich w Vancouver

Lista chorążych reprezentacji Słowacji na igrzyskach olimpijskich – lista zawodników i zawodniczek reprezentacji Słowacji, którzy podczas ceremonii otwarcia nowożytnych igrzysk olimpijskich nieśli flagę Słowacji.

## Chronologiczna lista chorążych
| Lp. | Rok i miejsce        | Chorąży                 | Dyscyplina            |
| --- | -------------------- | ----------------------- | --------------------- |
| 1   | 1994, Lillehammer    | Peter Šťastný           | Hokej na lodzie       |
| 2   | 1996, Atlanta        | Jozef Lohyňa            | Zapasy                |
| 3   | 1998, Nagano         | Ivan Bátory             | Biegi narciarskie     |
| 4   | 2000, Sydney         | Slavomír Kňazovický     | Kajakarstwo           |
| 5   | 2002, Salt Lake City | Róbert Petrovický       | Hokej na lodzie       |
| 6   | 2004, Ateny          | Michal Martikán         | Kajakarstwo górskie   |
| 7   | 2006, Turyn          | Walter Marx             | Saneczkarstwo         |
| 8   | 2008, Pekin          | Elena Kaliská           | Kajakarstwo górskie   |
| 9   | 2010, Vancouver      | Žigmund Pálffy          | Hokej na lodzie       |
| 10  | 2012, Londyn         | Jozef Gönci             | Strzelectwo           |
| 11  | 2014, Soczi          | Zdeno Chára             | Hokej na lodzie       |
| 12  | 2016, Rio de Janeiro | Danka Barteková         | Strzelectwo           |
| 13  | 2018, Pjongczang     | Veronika Velez-Zuzulová | Narciarstwo alpejskie |
| 14  | 2020, Tokio          | Zuzana Štefečeková      | Strzelectwo           |
| 14  | 2020, Tokio          | Matej Beňuš             | Kajakarstwo górskie   |
| 15  | 2022, Pekin          | Katarína Šimoňáková     | Saneczkarstwo         |
| 15  | 2022, Pekin          | Marek Hrivík            | Hokej na lodzie       |